# Orrgöl
Orrgöl är en sjö i Åtvidabergs kommun i Östergötland och ingår i Söderköpingsåns huvudavrinningsområde. Sjöns area är 0,0031 kvadratkilometer och den befinner sig 98 meter över havet.